# У чёрта на рогах
«У чёрта на рога́х» (англ. No Rest For The WicKed, прямой перевод с англ. — «Нет покоя нечестивым») — 16-я серия 3-го сезона американского телесериала «Сверхъестественное». Название серии — отсылка к альбому Оззи Осборна. Её премьера состоялась 15 мая 2008 года.

## В ролях
- Джаред Падалеки — Сэм Винчестер;
- Дженсен Эклс — Дин Винчестер;
- Кэти Кэссиди — Руби и Лилит;
- Джим Бивер — Бобби Сингер;
- Сиерра Маккормик — Зоя Фремонт и Лилит;
- Джордж Кой — Пэт;
- Джонатан Поттс — мистер Фремонт;
- Анна Гэлвин — миссис Фремонт.

## Сюжет
Время смерти Дина быстро приближается, и его начинают мучить галлюцинации, где за ним гонятся адские псы, чтобы утащить в преисподнюю. Остается всего тридцать часов, но Сэм не теряет надежду спасти брата.
Они с Бобби разыскивают Лилит, чтобы уничтожить контракт, заключённый Дином и спасти его душу. Сэм вызывает Руби и просит отдать нож, которым можно убивать демонов. Но Руби не собирается этого делать. Она говорит Сэму, что в нём есть сила, способная уничтожить Лилит без всякого оружия: дар, данный ему демоном ещё в детстве. Но тут появляется Дин и с помощью хитрости заманивает Руби в ловушку, отнимая нож.
Лилит тем временем вселяется в маленькую девочку и держит в заложниках всю семью.
По дороге к Лилит, братьев останавливает патрульный и требует документы, но Дин неожиданно нападает на полицейского и убивает его. Оказывается, что в мужчину вселился демон. Бобби говорит, что Дину осталось недолго, ад всё ближе, и Дин сам уже почти адская тварь, поэтому и начинает замечать в одержимых людях демонов.
Братья находят дом, в котором прячется Лилит. Вскоре там появляется и Руби, которая сумела выбраться из ловушки поистине удивительным образом.
В доме братья поднимаются в комнату девочки с намерением убить её, но в самый последний момент они понимают, что демон уже покинул тело ребёнка. Часы бьют полночь. Время настало. За Дином пришёл адский пёс, чтобы утащить его душу в ад. Сэм, Дин и Руби прячутся в ближайшей комнате и посыпают окна и двери могильной землей. Руби просит отдать ей нож с целью попробовать отбиться. Но Дин замечает истинную сущность демона и понимает, что это уже не Руби. В её теле находится Лилит. Она взмахом руки прижимает Сэма к стене, а Дина швыряет на стол, затем открывает дверь и впускает псов в комнату. Лилит пытается убить и Сэма, но у неё ничего не получается, и она покидает человеческое тело. Дин умирает. Его душа отправляется в ад. Последний кадр серии — Дин, висящий на железных петлях в аду, кричащий о помощи.

## Производство

### Кастинг
«No Rest for the Wicked» ознаменовало окончательное появление Кэти Кэссиди в роли демона Руби. Уволенная по бюджетным причинам, актриса в четвёртом сезоне была заменена Женевьевой Кортезой. Сценаристы планировали, что Саманта Феррис вернется в качестве охотницы Эллен Харвелл, появление персонажа в серии по мнению самой Феррис окончилось бы её смертью. В конце концов она отклонила предложение, потому что это «могло стоить [ей] денег и работы». Следуя мифологической роли Лилит как «разрушительницы детей», демон вселяется в ребёнка, которого играет Сиерра Маккормик. Сценарист сериала Сера Гэмбл посчитала это «интересным» выбором, потому что он представил Лилит как «жуткую и некрасивую».

### Сценарий
Первоначально названный «Без четверти» (англ. «No Quarter») эпизод был написан создателем сериала Эриком Крипке. Большая часть сюжетной линии служила данью уважения к эпизоду «Это хорошая жизнь» телесериала «Сумеречная зона», в котором могущественный ребёнок терроризирует родной город. Хотя Крипке было трудно написать многие сцены эпизода, ужасающие эпизоды «вышли просто», потому что они были «просто такими забавными». .
Сценаристы изначально предполагали, что Сэм спасет Дина от ада, возможно, даже до событий «У чёрта на рогах», поддавшись своим демоническим силам и превратившись в «полностью действующую темную силу», которая затем захочет пойти за Лилит. Однако к середине сезона сценаристы осознали затраты, связанные с изображением такой помолвки, и сократили её. Что ещё хуже, забастовка гильдии сценаристов США помешала им конкретизировать развивающиеся способности Сэма в течение всего сезона, и вся его сюжетная линия была перенесена в четвёртый сезон. Поскольку сюжетная линия Сэма больше не совпадает с сюжетной линией Дина, сценаристы «[никогда] не сомневались в [своих] умах», чтобы отправить Дина в ад. Крипке не нравилось, что финал второго сезона «только что закончился», и он чувствовал, что этот эпизод представляет собой захватывающий финал, в котором люди «кусают ногти». Хотя ожидания зрителей, что Дин будет спасен, были «достаточной причиной», его заключение в аду также стало «поворотным моментом» как для персонажа, так и для сериала. Крипке прокомментировал: «Вам нужны огромные шаги, которые могут вызвать радикальные сдвиги в персонажах, которые направят их в новом направлении. Итак, что происходит с Дином в аду и как Дин выбирается, становится главной заботой четвёртого сезона».

### Ад
Последние моменты эпизода задерживаются на Дине, который закреплён цепями за мясо в центре того, что выглядит как паутина ржавых цепей длиной в тысячу миль. Эту сцену Крипке описал как «M. C. Escher встречается с Восставшим из ада». Первоначальное видение финальной сцены поместило бы Дина в «действительно отвратительную, кровавую бойню, подвешенного на мясных крюках». Здесь Дин начинал кричать, когда на него падали тени. Дискуссии между Крипке, Мэннерсом и Хейденом привели к решению представить «один эпический проблеск» Ада, хотя они избегали таких аспектов, как огонь и сера, чтобы сосредоточиться на более доступных визуальных эффектах. Много споров возникло по поводу внешнего вида Ада из-за его многочисленных вариаций. Хотя сцена соответствовала многим версиям «цепей и людей, разрываемых на части», арт-директор Джон Марчинук считал, что они должны были сделать её «немного более таинственной и мрачной». Он прокомментировал: «Мое мнение таково: чем неопределеннее, тем лучше, потому что вы позволяете воображению взять верх. У людей разные страхи, и ад—это такая личная пытка». По мнению сценаристски сериала Серы Гэмбл, местоположение Дина больше похоже на «комнату ожидания»-место, где «они придерживают вас, прежде чем вручить вам регистрационный лист»—это далеко от того, что он испытает «как только попадет в первую камеру Ада».
Эта последовательность была ужасной для Эклза, который провел четыре часа в гриме, накладывая различные крюки и другие протезы. Проволочные наручники вокруг его запястий и лодыжек, а также ремень безопасности вокруг талии были использованы, чтобы поднять его на 13 футов в воздух перед зеленым экраном. К его дискомфорту, ремень безопасности соскользнул, в результате чего пряжка постоянно впивалась в его бедро на протяжении трех или четырёх дублей сцены. Актёр, у которого «слезы катились по [его] лицу», когда его опускали вниз, счел это самой большой физической болью, которую он испытал за одну съёмку.
Отдел визуальных эффектов также счел это довольно сложной задачей, часто называя десятидневный процесс «Адским выстрелом». Первоначально планировавшиаяся длительностью в 12-13 секунд, размер итоговой съёмки составил 35 секунд, что является огромным достижением для визуализации на пленке высокой четкости. Создатели также должны были в цифровом виде удалить прикрепленные к Эклсу провода и добавить цепи. Удары молнии происходят на протяжении всей сцены и основываны на практических эффектах этого природного явления, чтобы удовлетворить требования Маннерса и оператора Сержа Ладусера. Это «[подчинило отдел] частоте молнии», заставив их «перепроектировать случайность». Из-за огромных сложностей и затрат при показе Ада, в следующие разы это место являли «очень узкими углами».

### Съёмки
Основные съемки проходили в Ванкувере, Британская Колумбия. Сцены по соседству были сняты в тупике домов стоимостью в миллион долларов, для проведения съёмок их жители были размещены в отелях на две ночи. Хотя сцена со смотрящими через улицу на убийство дедушки Сэмом и Дином выглядит снята изнутри одного из домов, в реальности актёры стояли на двухэтажных строительных лесах через улицу и глядели через фальшивые окна. Для кадров с ними внутри дома в той же сцене использовался один из подвалов.

### Музыка
Синтезированная оркестровая партитура эпизода была написана Джеем Груской, которому особенно понравилось работать над эпизодом из-за его дружбы с актёром из «Этой хорошей жизни». При этом музыка не находилась под влиянием Сумеречной зоны, так как композитор предпочитал основывать свои оценки на визуальных эффектах эпизода. Таким образом, в ужасающих сценах использовались детские звуки, такие как высокий регистр игрушечного пианино, в котором использовался «низкий подход под ним», чтобы сделать его «абсолютно зловещим».
В дополнение эпизод продолжал традицию рок-саундтрека к сериалу. По дороге в Нью Харомни братья винчестеры поют песню Bon Jovi «Wanted Dead or Alive». Чтобы замаскировать «очень впечатляющий певческий голос» Эклза, Крипке попросил актёра петь не по тональности.

## Приём
Во время премьерного показа серию посмотрели 2,998 млн зрителей. Он получил в целом положительные отзывы критиков, а журнал TV Guide в своём списке 2009 годаѕ Top 100 Episodes of All Time" поместил эпизод на 95-место . Дон Уильямс из BuddyTV счёл счел финал «абсолютно фантастическим», и поставил «У чёрта на рогах» на десятое место в своем списке лучших эпизодов «Сверхъестественного» за первые три сезона. Хотя он «уважал сериал за то, что у него хватило смелости довести дело до конца [Дина]» — финал был «полным ошеломлением» — он указал на предыдущие случаи, когда Винчестеры умирали и впоследствии воскресали. Запоминающимися моментами для Уильямса стали пение братьями «Wanted Dead or Alive» и признание Дина, что его любовь к Сэму — его главная слабость. Тина Чарльз из TV Guide описала этот эпизод как «жуткий и тревожный, смешной, грустный и просто потрясающий» и почувствовала, что он близок к тому, чтобы превзойти финал первого сезона «Чёртова западня» (англ. «Devil’s Trap»). Выступление актёров было удостоено особой похвалы. Что касается Эклза, Чарльз отметила: «Из-за того, как он разыграл упрямство Дина, его неуместный юмор, эти сокрушительные взгляды отчаяния и судьбы, а также смерть Дина, этот человек может сыграть все это». Маккормик была описана как «жуткая», что привело к «огромному комплименту» со стороны Чарльз по сравнению с серией «Сумеречной зонй». Для критика «совершенно неожиданное» подпевание Bon Jovi «полностью потрясло» и «мгновенно стало классикой». Однако её главным разочарованием в этом эпизоде было отсутствие у Сэма «темной стороны». Морин Райан из Chicago Tribune назвала этот эпизод одним из «жемчужин» третьего сезона и полагала, что он, вероятно, станет одним из её «любимых „сверхъестественных“ эпизодов всех времен». Карла Петерсон из The San Diego Union-Tribune поставила серии оценку A-. Хотя он «начался шатко с некоторых сцен со странным темпом», он закончился «финалом, окутавшим нас липкими нитями старых страхов, умопомрачительных новых дел и одной потрясающей песни Bon Jovi».
Бретт Лав из TV Squad, «не назвал [это] отличным финалом». Хотя расплата за сделку была «фантастической» — критик был удивлен смертью Дина и с нетерпением ждал её последствий для четвёртого сезона, Лав был немного разочарован Лилит. Маккормик «произвела впечатление» на него, но он не нашел её такой «угрожающей и пугающей», как Азазель Фредрика Лена. По мнению обозревателя, сюжетная линия терроризирующая семью злодея могла бы стать «отличным регулярным эпизодом», но не была достаточно эпичной для финала. Диана Стинберген из IGN почувствовала, что сцены берегового отпуска Лилит ненадолго «затянули] эпизод вниз», потому что зрители «достаточно быстро поняли ситуацию». В остальном ей понравился эпизод, и она дала ему оценку 8,9 из 10. Стинбергену понравились «первоклассные братские сцены», и она была счастлива, что сериал выполнил свое обещание отправить Дина в ад, комментируя, что связанная с ним адская гончая нападение было «одной из самых страшных вещей, которые шоу когда-либо делало». Как и Чарльз, она аплодировала игре, отметив, что «мы чувствуем страх [Дина] по мере приближения крайнего срока». Далее она написала, что «лучшие моменты Падалеки — это едва сдерживаемая ярость из-за его неспособности спасти своего брата и горе из-за потери Дина», в то время как "Лилит и её манеры маленькой девочки в теле Руби были гораздо более пугающими, и интереснее, чем когда-либо была образ жесткой цыпочки Руби ".